# Banküberfall in Berlin-Zehlendorf 1995
Der Banküberfall in Berlin-Zehlendorf am 27. Juni 1995 gilt als einer der spektakulärsten Banküberfälle in der Geschichte der Bundesrepublik Deutschland. Er erlangte weltweit hohe Aufmerksamkeit wegen der ungewöhnlichen Vorgehensweise der Täter.

## Hergang
Bereits im März 1994 gruben drei Syrer, ein Libanese, ein Italiener und ein Deutscher von einer angemieteten Garage bei der Matterhornstraße 48 in Berlin-Zehlendorf einen etwa 20 Meter langen Tunnel mit lediglich einem Meter Durchmesser in einen Abwasserkanal, folgten diesem etwa 100 Meter und gruben einen rund 50 Meter langen Tunnel bis zur Commerzbank-Filiale, die sich in der Breisgauer Straße 8 befand, bevor sie 2011 in die Neubauten an der Breisgauer Straße 2, direkt am S-Bahnhof Schlachtensee, verlegt wurde.
Durch deren Kellerboden stießen zwei von ihnen am 27. Juni 1995 um 10:25 Uhr, während die anderen vier die Bank durch die Tür betraten und überfielen. Dort nahmen sie 16 Geiseln und forderten 17 Millionen Mark Lösegeld, einen Hubschrauber und einen Fluchtwagen. Die Polizei umstellte das Gebäude ganz, bezahlte 5,62 Millionen Mark und hoffte, dadurch einige Geiseln freizukaufen. Ein Ultimatum an die Täter dazu lief um drei Uhr nachts ab. Um 3:43 Uhr stürmte die Polizei nach 18 Stunden das Gebäude und fand alle Geiseln unversehrt: Die Täter hatten sich das Geld geschnappt, 207 der etwa 400 Schließfächer geknackt und waren durch den von ihnen gegrabenen Tunnel entkommen. Die genaue erbeutete Summe ist unklar, da es über Schließfächer keine genauen Bestandslisten gibt. Es wird insgesamt von etwa 16,3 Millionen Mark ausgegangen. Die Beute wurde bis heute nicht ganz gefunden – lediglich 5,3 Millionen Mark sind sichergestellt worden.
Insgesamt war die Bande elfköpfig.
Polizeipräsident Hagen Saberschinsky urteilte, die Täter hätten „mit einer hohen Raffinesse, einer gewissen Professionalität, vielleicht auch Genialität gearbeitet“. Es gab lediglich Ansatzspuren, die beim Tunnelbau hinterlassen wurden – die Täter haben jeden Hinweis auf ihre Identität bei dem Banküberfall an sich zu verschleiern gewusst.

## Vorbilder
Bereits 1929 gab es in Berlin einen ähnlichen Bankraub, bei dem die Brüder Sass 2 Millionen Reichsmark erbeuteten.
Ein Roman über Jerry Cotton erschien 1989 mit dem Titel „Die Geiseln der Millionen-Gangster“, in dem Täter in New York durch einen Tunnel entkommen. Die späteren Ereignisse in Berlin-Zehlendorf weisen deutliche Parallelen zu dem fiktiven Tathergang auf.

## Verhaftungen
Zwei Wochen nach dem Überfall wurde der zur Tatzeit 19-jährige syrische Autolackierer Moutaz Al Barazi („Tunnel-Toni“) festgenommen, der neben der erwähnten Garage eine Werkstatt besaß. Eine weggeworfene Zigarettenkippe und der Vormieter der Garage (ein Bruder des Haupttäters) führten die 60-köpfige Sonderkommission „CoBa“ schließlich am 20. Juli 1995 auf die Spur von drei weiteren Komplizen; einen Tag bevor diese sich ins Ausland absetzen wollten. Es wurde ein Overall gefunden, den einer der Täter bei dem Überfall getragen hatte. Der Halbbruder von Al Barazi war der Chef der Bande, er erhielt eine Haftstrafe von 13 Jahren. Vier weitere Mittäter bekamen geringere Strafen. Der Libanese Dergham Ibrahim erhielt zwölf Jahre Freiheitsstrafe, der deutsche Mittäter zehn, und zwei geständige Mittäter sechs und zehn Jahre. Die übrigen Beteiligten der Tat konnten noch nicht gefunden werden.
Obwohl zwei weitere Helfer im Libanon verurteilt worden waren, wurde einer von ihnen (Ali Ibrahim, er hatte sich kurz nach der Tat freiwillig gestellt und war zu drei Jahren Haft verurteilt worden) am 2. Juni 2008 morgens erneut in Karlskoga in Schweden verhaftet. Er wurde mit einem internationalen Haftbefehl von Interpol gesucht und hatte sich in Örebro mit falscher Identität („Robi“) versteckt und eine Familie gegründet. Ali Ibrahim bestritt jede Beteiligung, wurde nach der Verhaftung aber mit einem europäischen Haftbefehl durch die Berliner Staatsanwaltschaft belegt und wird ausgeliefert werden. Da mit dem Libanon keine Vereinbarung besteht, die eine Doppelbestrafung verbietet (ne bis in idem), kann Ibrahim in Deutschland erneut vor Gericht gestellt und verurteilt werden.

## Verfilmungen
Die ARD hat den Banküberfall im Juli 2007 verfilmt.
RTL hat den Bankraub schon 1996 unter dem Titel Die Tunnelgangster von Berlin verfilmt.
Im rbb Fernsehen wurde zuerst am 14. Dezember 2016 eine Reportage in der Sendereihe Täter – Opfer – Polizei in einer dreiteiligen Sonderserie Spektakuläre Kriminalfälle gezeigt, in der die Tat vor allem aus Sicht der Polizei und der Bankangestellten dargestellt wurde.
Das ZDF hat den Banküberfall in der True-Crime Serie XY gelöst am 11. Juni 2025 behandelt.